# 鬱陵郡
鬱陵郡（：／ Ulleung gun */?），是大韓民國慶尚北道的一個郡。位於韓國東海（日本海）上，由鬱陵島和與日本有主權爭議的獨島等小島組成。面積72.8平方公里，2007年人口10,160人。下為鬱陵邑、北面和西面。

## 歷史
512年于山國被新羅併吞。1696年日本承認朝鮮對鬱陵島的主權。1900年稱鬱島郡，屬江原道，後轉由慶尚南道、慶尚北道管轄。1915年廢郡，1949年恢復。1979年鬱陵邑升格。

## 友好城市
- 安養市
- 浦项市
- 水营区
- 三陟市